# Château de l'Écluse
Le château de l'Écluse est un ancien château français situé à Brecé, dans le département de la Mayenne et la région des Pays de la Loire, à 1 500 mètres au sud du bourg, dans un lieu-dit qui porte désormais son nom, un peu au-dessus du confluent de la Colmont et de deux affluents, dont l'un était assez fort pour actionner un moulin. Les routes de Brecé à Colombiers-du-Plessis et à Saint-Denis-de-Gastines, elles-mêmes anciens chemins, y rejoignent la route de Mayenne à Gorron.
La chapelle Saint-Jacques-et-Sainte-Anne de l'Écluse est inscrite au titre des monuments historiques en 2019,, autrefois intégrée au château de l'Écluse aujourd'hui détruit et à proximité de deux buttes qui sont probablement d'anciennes mottes féodales.

## Désignation
- H. de Exclusa, 1114 (cartulaire de l'Abbaye de Savigny).
- L'Ecluse figure, sous le nom de Exclusa, aux confins de la Normandie soumise aux rois d'Angleterre vers 1200, sur la carte de Stapleton, reproduite par la Société des antiquaires de Normandie en 1852.
- H. de Exclusa, 1214 (cartulaire de l'abbaye de Fontaine-Daniel).
- G. de Clusa, 1220 (Savigny).
- Dominus de Exclusa, … de Exclusis, 1224 (Fontaine-Daniel).
- La dame de Lescluse, 1284 (ibid.).
- Lescluse, 1500 (ibid.).
- L'Écluse, chapelle fondée, moulin et village, chemin de Mayenne à Gorron passant sur la chaussée de l'étang (Jaillot).
- Village et chapelle (carte de Cassini).

## Histoire
Les deux buttes artificielles de l'Écluse ont attiré depuis longtemps l'attention :
- La plus grosse a 8 mètres de hauteur, 100 mètres de circonférence à la base et 30 mètres au sommet.
- L'autre n'a que 4 mètres 25 d'élévation, 4 mètres de diamètre au sommet, 50 mètres de circonférence à la base.

La moindre des deux mottes a été sondée selon l'abbé Angot en tous sens ; elle est composée de sable sans aucun bloc de pierre. Ce serait un « châtelier » du XIe siècle.
Pour l'abbé Angot, il est certain que l'Écluse, féodalement, formait une châtellenie, « avec branchées, acquits et trespas, libertés et franchises, juridiction civile et criminelle, sceau des contrats, mesures »,.

## Chapelle
La chapelle était fondée sous le vocable de Saint-Jacques et de Saint-Anne ; mais les chapelains ne faisaient jamais insinuer leurs provisions. Du reste, le bénéfice était bien postérieur à la construction de l'édifice, de style roman pur, à chœur profond en forme d'abside.  Payen de La Beschère est qualifié curé de l'église curiale de Saint-Jacques de l'Écluse et de Fougerolles dans l'acte où il postule un canonicat d'Avranches.
La nef mesure 10 mètres sur 6. Catherine de Favières fonda une messe le jour de l'Assomption, en 1622, dans la chapelle. Avec ses dépendances, elle a été vendue nationalement, pour 2 575 ₶, le 31 janvier 1792. L'abbé Angot indique qu'à la fin du XIXe siècle, que « la toiture s'effondre, la nef est tombée et qu'il ne reste plus que les murailles et le chœur ».

## Seigneurs[1]
La seigneurie de l'Écluse, passa successivement de la famille de l'Écluse dans celles des de Montgiroux, de Mathefelon, du Raynier, du Plessis-Châtillon.

## Sources et bibliographie
- « Château de l'Écluse », dans Alphonse-Victor Angot et Ferdinand Gaugain, Dictionnaire historique, topographique et biographique de la Mayenne, Laval, A. Goupil, 1900-1910 [détail des éditions] (BNF 34106789, présentation en ligne)